# Augusto Krahe y García
Augusto Krahe y García (Sevilla, 20 de juny de 1867 - Madrid, 14 de desembre de 1930) va ser un matemàtic espanyol, acadèmic de la Reial Acadèmia de Ciències Exactes, Físiques i Naturals.

## Biografia
El seu pare era alemany. Estudià el batxillerat a Màlaga fins 1881 i estudià a l'Escola d'Enginyers de Madrid, escola que abandonà en 1891 sense acabar la carrera. Des de 1894 va col·laborar a Madrid Científico i fundà l'Acadèmia Krahe, en la que donava classes de matemàtiques. El 1906 va obtenir por oposició la càtedra de geometria descriptiva i estereotomia de l'Escola Superior d'Arts i Indústries de Madrid i, per la reforma de 1911, de Geometria Descriptiva i Ampliació de Matemàtica de la mateixa Escola. A més, també va ser Actuari de la Direcció del Deute, el 1909 president de la Secció de Ciències Exactes, Físiques i Naturals de l'Ateneo de Madrid i vicepresident de la Reial Societat Matemàtica Espanyola el 1926 i 1930.
El 1912 fou nomenat acadèmic de la Reial Acadèmia de Ciències Exactes, Físiques i Naturals, a proposta de Leonardo Torres Quevedo. En va prendre possessió el 1914 amb el discurs "Afinidades de la Geometría y del Análisis".